# Conocephalus kibonotense
Conocephalus kibonotense är en insektsart som först beskrevs av Sjöstedt 1909.  Conocephalus kibonotense ingår i släktet Conocephalus och familjen vårtbitare. Inga underarter finns listade i Catalogue of Life.